# Muzeum Średniowiecznego Sztokholmu
Muzeum Średniowiecznego Sztokholmu (szw. Stockholms medeltidsmuseum) – muzeum znajdujące się w Sztokholmie na wyspie Helgeandsholmen w dzielnicy Gamla stan. Zgromadzono w nim zbiory obrazujące dawny Sztokholm.
Muzeum zbudowano wokół dawnych pozostałości stolicy, głównie odcinka muru miejskiego z około 1530 roku. Odkrycia dokonano podczas wykopalisk archeologicznych w latach 1978–1980. W muzeum ukrytym w całości pod ziemią znajdują się również eksponaty z innych części miasta.
Do zbiorów należy m.in. okręt z około 1520 oraz zrekonstruowane średniowieczne miasto z dybami i portem.